# Othos dentex
Othos dentex, thường được gọi là cá mú hề, là loài cá biển duy nhất thuộc chi Othos trong họ Cá mú. Loài này được mô tả lần đầu tiên vào năm 1828.

## Phân bố và môi trường sống
O. dentex là loài đặc hữu của nước Úc. Chúng được tìm thấy từ vịnh Port Phillip, bang Victoria, về phía tây đến chuỗi đảo san hô Houtman Abrolhos, Tây Úc. Loài này không được nhìn thấy tại Victoria trong vài năm gần đây. O. dentex sinh sống xung quanh các rạn san hô và hang động ven bờ; độ sâu được ghi nhận là khoảng 30 m trở lại.

## Mô tả
O. dentex trưởng thành đạt kích thước khoảng 76 cm; thân thuôn dài. Loài này có rất nhiều biến thể màu sắc: cam, nâu, đỏ, xanh lục có pha hồng ở thân trên, và phần thân dưới có màu xám. Thân có nhiều đốm lớn màu vàng hoặc xanh lục nằm bên dưới và các đốm xanh lam ở trên. Các đốm lớn ở phía thân dưới thường có màu vàng ở cá con và cá mái; ở cá đực thì chuyển thành màu xanh lục. Đầu và thân trên có nhiều đốm nhỏ màu xanh lam; các đốm này trở nên nổi bật hơn ở con đực trong thời kỳ sinh sản. Tất cả các cá thể đều có một đốm đỏ lớn ở gốc vây ngực. Răng lớn và mắt to cũng là đặc trưng ở O. dentex.
O. dentex là loài đơn tính. Mùa sinh sản từ tháng 9 đến tháng 3. Con cái phát triển hơn một chút so với con đực và sống thọ ít nhất 42 năm.
Số gai ở vây lưng: 9; Số vây tia mềm ở vây lưng: 18; Số gai ở vây hậu môn: 3; Số vây tia mềm ở vây hậu môn: 8; Số vây tia mềm ở vây ngực: 15.
Thức ăn của O. dentex chủ yếu là những loài cá nhỏ, có thể có động vật thân mềm và động vật giáp xác. O. dentex được đánh bắt trong ngành câu cá giải trí, không được nhắm đến bởi các ngư dân thương mại.

## Sách tham khảo
- E.M. Grant (2015), Grant's Guide to Fishes: The Fisherman's Bible, Nhà xuất bản E.M. Grant Pty Ltd, tr.410 ISBN 9781925271706
- Francis Bernard Prokop (2006), Australian Fish Guide, Nhà xuất bản Australian Fishing Network, tr.184-185 ISBN 9781865131078
- Scoresby Shepherd, Graham Edgar (2013), Ecology of Australian Temperate Reefs: The Unique South, Nhà xuất bản Csiro Publishing, tr.399-400 ISBN 9781486300105